# 全国焼肉協会
事業協同組合全国焼肉協会（ぜんこくやきにくきょうかい、英: ALLJAPAN "YAKINIKU" ASSOCIATION、JY）は、日本の焼肉店事業者により構成される事業協同組合である。農林水産大臣に認定を受けた業界で唯一の組織でもある。
焼肉業を営む企業やその周辺企業が構成会員となっている。正会員約1500店舗（平成17年6月現在）
「国産牛肉トレーサビリティ」や「原産地表示」等に早くから積極的に取りくんでいる。

## 沿革
1992年10月に任意団体として設立。1998年5月28日農林水産大臣認可の事業協同組合となる。